# Lourdes Gurriel Jr.
Lourdes Yunielki Gourriel Castillo Jr. (Sancti Spíritus, 10 ottobre 1993) è un giocatore di baseball cubano naturalizzato statunitense, esterno sinistro per gli Arizona Diamondbacks della Major League Baseball (MLB).

## Carriera

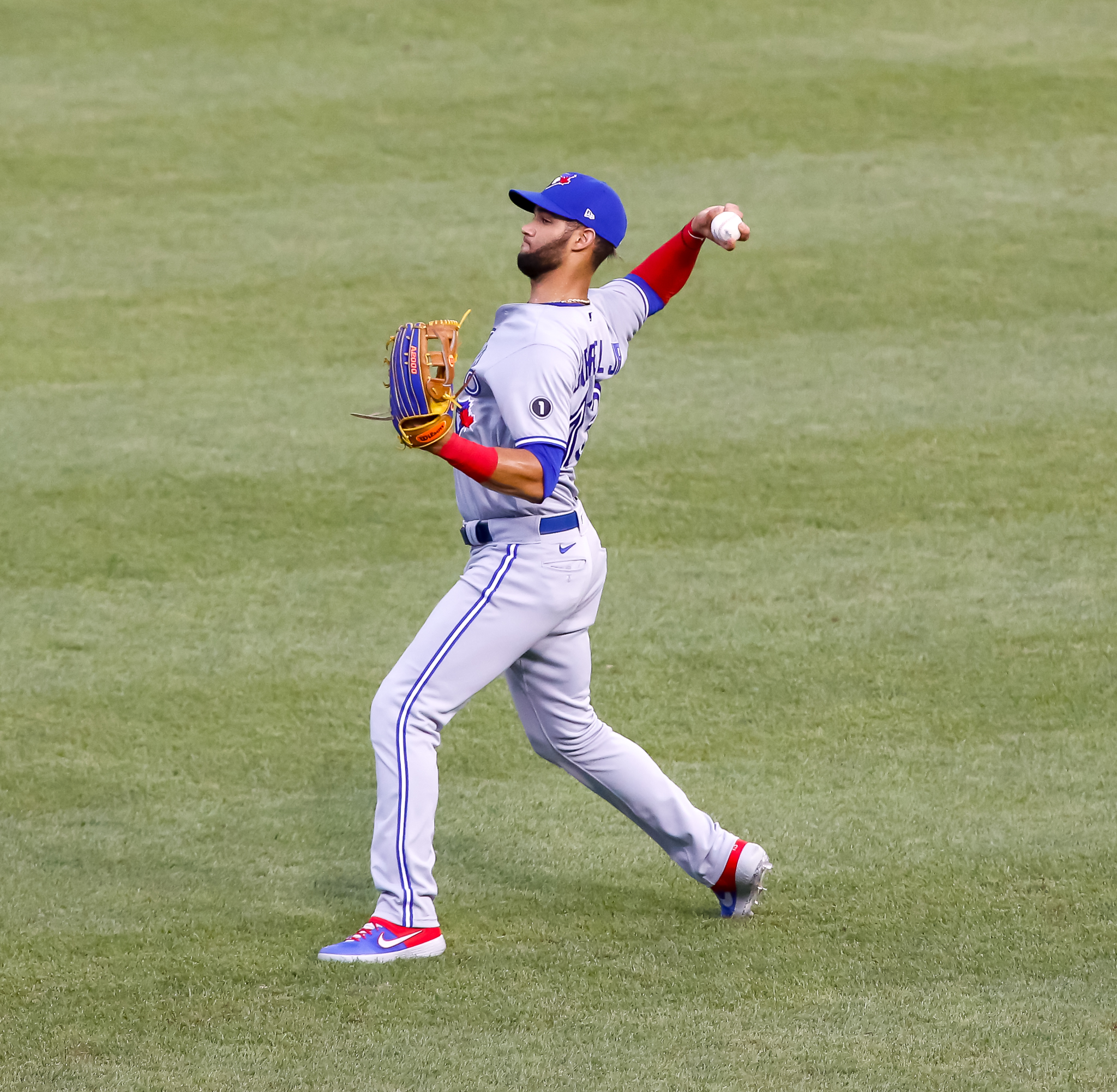
Gurriel con i Blue Jays nel 2020

### Gli inizi
Debuttò nel 2010 nel Campionato cubano di baseball con la squadra di Sancti Spíritus. Nel 2013 Gurriel passò agli Industriales de L'Avana. Prima dell'inizio della stagione 2014, Gurriel fu convocato dalla Nazionale di baseball di Cuba ai Giochi centramericani e caraibici 2014, guadagnando la medaglia d'oro.
Terminata la stagione 2015, Gurriel firmò un contratto con gli Yokohama DeNA BayStars della Nippon Professional Baseball (NPB), tuttavia non apparse in nessuna partita durante la stagione.
Nel febbraio 2016, Lourdes e suo fratello Yulieski defezionarono da Cuba dopo aver partecipato alla Serie del Caribe nella Repubblica Dominicana.

### Minor League (MiLB)
In August 2016, Gurriel was declared a free agent by Major League Baseball (MLB), and ranked as the sixth best international prospect available. On November 12, Gurriel signed a seven-year, $22 million contract with the Toronto Blue Jays. Durante la stagione 2017 giocò in A-avanzata e Doppia-A.

### Major League (MLB)
Gurriel debuttò nella MLB il 20 aprile 2018, allo Yankee Stadium di New York, contro i New York Yankees.

## Palmarès

### Nazionale
- Giochi centramericani e caraibici:  Medaglia d'Oro

Team Cuba: 2014
- World Port Tournament:  Medaglia d'Oro

Team Cuba: 2015

### Individuale
- Rookie del mese dell'American League: 1

luglio 2018
- All-Star : 1

2023